# محمد طرابلسي
محمد خير طرابلسي (8 سبتمبر 1950 – 22 أغسطس 2002) هو ربّاع لبناني من مواليد مدينة بيروت، شارك في دورة الألعاب الأولمبية الصيفية 1972 التي أقيمت في ميونخ في ألمانيا الغربية وتمكّن من الفوز بالميدالية الفضية في فئات الوزن المتوسط.

## حياته
ولد طرابلسي في بيروت في 26 سبتمبر 1950. رفع إجمالي 377 كغم وحصل على المركز 14 بين 20 مشاركًا في فئة 67.5 كغم منافسات رفع أثقال في الألعاب الأولمبية الصيفية 1968. في عام 1969، سجل الرقم القياسي العالمي للناشئين في الوزن المتوسط بـ 140 كجم، يساوي الرقم القياسي للناشئين في الوزن الثقيل الخفيف. في ميونيخ عام 1972، حصل على الميدالية الفضية لفئة 75 كغم.
حصل على المركز الأول في دورة الألعاب المتوسطية في الأعوام 1975 و1979 و1983، كما حاصل على المركز الأول في دورة الألعاب الآسيوية عام 1978. وفي دورة الألعاب الآسيوية عام 1982، احتل المركز الثاني بفارق 82.5 كجم. وشارك في 3 بطولات عالمية في رفع الأثقال (هافانا 1973، موسكو 1980، وصوفيا 1986)، و3 ألعاب أولمبية صيفية (المكسيك 1968، ميونيخ 1972، وموسكو 1980)، و3 ألعاب في منطقة البحر الأبيض المتوسط (الجزائر 1975، سبليت 1979، والدار البيضاء 1983)، ودورتان آسيويتان (بانكوك 1978، ونيودلهي 1982)، توفي بمرض السرطان عام 2002 عن عمر يناهز 52 عامًا.

## دورة الألعاب الأولمبية الصيفية في ميونخ 1972
| مرتبة  | اسم             | جنسية   | وزن الجسم | Military press (كغم) | Military press (كغم) | Military press (كغم) | Military press (كغم) | خطف (كغم) | خطف (كغم) | خطف (كغم) | خطف (كغم) | رعشة (كغم) | رعشة (كغم) | رعشة (كغم) | رعشة (كغم) | المجموع (كغم)       |
| مرتبة  | اسم             | جنسية   | وزن الجسم | 1                    | 2                    | 3                    | النتيجة              | 1         | 2         | 3         | النتيجة   | 1          | 2          | 3          | النتيجة    | المجموع (كغم)       |
| ------ | --------------- | ------- | --------- | -------------------- | -------------------- | -------------------- | -------------------- | --------- | --------- | --------- | --------- | ---------- | ---------- | ---------- | ---------- | ------------------- |
| الأول  | يوردان بيكوف    | بلغاريا | 74.50     | 150.0                | 155.0                | 160.0                | 160.0                | 135.0     | 140.0     | 142.5     | 140.0     | 177.5      | 185.0      | -          | 185.0      | الرقم العالمي 485.0 |
| الثاني | محمد طرابلسي    | لبنان   | 74.05     | 150.0                | 155.0                | 160.0                | 160.0                | 140.0     | 145.0     | 145.0     | 140.0     | 167.5      | 167.5      | 172.5      | 172.5      | 472.5               |
| الثالث | أنسيلمو سيلفينو | إيطاليا | 74.85     | 150.0                | 155.0                | 160.0                | 155.0                | 135.0     | 135.0     | 140.0     | 140.0     | 175.0      | 180.0      | 180.0      | 175.0      | 470.0               |

## دورة ألعاب البحر الأبيض المتوسط
| ميدالية | مكان               | رياضة       | حدث             |
| ------- | ------------------ | ----------- | --------------- |
| ذهبية   | الجزائر 1975       | رفع الاثقال | 75 خطف كغم      |
| ذهبية   | الجزائر 1975       | رفع الاثقال | 75 رعشة كغم     |
| ذهبية   | الجزائر 1975       | رفع الاثقال | 75 كغم الإجمالي |
| ذهبية   | سبليت 1979         | رفع الاثقال | 75 كغم          |
| ذهبية   | الدار البيضاء 1983 | رفع الاثقال | 75 كغم          |

| الألعاب                          | الذهبية                              | الفضية                                      | البرونزية                               |
| -------------------------------- | ------------------------------------ | ------------------------------------------- | --------------------------------------- |
| 1975 ألعاب (– men snatch 75 كغم) | محمد طرابلسي 142.5 كغم (LIB)         | أنسيلمو سيلفينو 132.5 كغم (ITA)             | دوشان ماركوفيتش 130 كغم (YUG)           |
| 1975 ألعاب (– men jerk 75 كغم)   | محمد طرابلسي 165 كغم (LIB)           | أنسيلمو سيلفينو 165 كغم (ITA)               | دوشان ماركوفيتش 160 كغم (YUG)           |
| 1975 ألعاب (– men total 75 كغم)  | محمد طرابلسي 307.5 كغم (LIB)         | أنسيلمو سيلفينو 297.5 كغم (ITA)             | دوشان ماركوفيتش 287.5 كغم (YUG)         |
| 1979 ألعاب (– men total 75 كغم)  | محمد طرابلسي 310 كغم (140+170) (LIB) | دوشان ماركوفيتش 295 كغم (127,5+167,5) (YUG) | هارون أكايا 292,5 كغم (125+167,5) (TUR) |
| 1983 ألعاب (– men total 75 كغم)  | محمد طرابلسي 315 كغم (145+170) (LIB) | هارون أكايا 312,5 كغم (137,5+175) (TUR)     | كارميلو رايسي 310 كغم (135+175) (ITA)   |

## دورة الألعاب الآسيوية
| ميدالية | مكان         | رياضة       | حدث      |
| ------- | ------------ | ----------- | -------- |
| ذهبية   | بانكوك 1978  | رفع الاثقال | 75 كغم   |
| فضية    | نيودلهي 1982 | رفع الاثقال | 82.5 كغم |

| الألعاب                 | الذهبية             | الفضية               | البرونزية          |
| ----------------------- | ------------------- | -------------------- | ------------------ |
| 1978 ألعاب (– 75 كغم)   | محمد طرابلسي (LIB)  | تاموتسو سونامي (JPN) | وون-جون (PRK)      |
| 1982 ألعاب (– 82.5 كغم) | ريوجي إيساوكا (JPN) | محمد طرابلسي (LIB)   | كيم هونغ سام (PRK) |

## روابط خارجية
- محمد طرابلسي على موقع أوليمبيديا (الإنجليزية)